# BepiColombo

Órbitas planejadas para as duas espaçonaves da missão.

BepiColombo é uma missão conjunta da Agência Espacial Europeia (ESA) e da Agência Japonesa de Exploração Aerospacial (JAXA) de exploração do planeta Mercúrio, sob a liderança da ESA. A missão entrou na fase de implementação no princípio de 2007, e  o seu lançamento ocorreu no dia 19 de outubro de 2018, às 22:45 (Guiana Francesa). O nome da missão é uma homenagem ao cientista, matemático e engenheiro Giusseppe (Bepi) Colombo, que desenvolveu a técnica de assistência gravitacional, fundamental à exploração espacial.

## Nave
O conceito da missão assenta em duas naves diferentes: o Mercury Planetary Orbiter (MPO), sob a responsabilidade da ESA, e o Mercury Magnetosphere Orbiter (MMO), a cargo da JAXA. Estas duas naves serão 'empilhadas' juntamente com o Mercury Transfer Module (MTM). Um quarto elemento, o MMO Sunshield and Interface Structure (MOSIF) está protegendo o MMO ao longo da viagem interplanetária. Durante esta fase da missão, os quatro módulos viajam em conjunto, formando uma nave chamada de Mercury Composite Spacecraft (MCS).

### Mercury Transfer Module (MTM)
O Módulo de Transferência, a base da "pilha", transporta as duas naves da Terra a Mercúrio, e é responsável pela propulsão e controlo de atitude da MCS. Para isso, o módulo está equipado com quatro propulsores eléctricos e ainda um sistema de propulsão química à base de combustível bipropelente. O sistema de propulsão eléctrica consome 10.6 dos 14 kW produzidos pelos painéis solares do MTM.

### Mercury Planetary Orbiter (MPO)
O MPO tem como objectivos científicos principais o estudo da superfície e composição interna de Mercúrio. Para o efeito está equipado com 11 instrumentos científicos:
- BepiColombo Laser Altimeter (BELA)
- Italian Spring Accelerometer (ISA)
- MPO Magnetometer (MPO/MAG)
- Mercury Radiometer and Thermal Infrared Spectrometer (MERTIS)
- Mercury Gamma-Ray and Neutron Spectrometer (MGNS)
- Mercury Imaging X-ray Spectrometer (MIXS)
- Mercury Orbiter Radio-science Experiment (MORE)
- Probing of Hermean Exosphere by Ultraviolet Spectroscopy (PHEBUS)
- Search for Exospheric Refilling and Emmited Natural Abundances (SERENA)
- Spectrometer and Images for MPO BepiColombo Integrated Observatory System (SIMBIO-SYS)
- Solar Intensity X-ray and particle Spectrometer (SIXS)

Esta nave, cuja construção foi atribuída à Astrium pela Agência Espacial Europeia em Fevereiro de 2007, tem uma forma semelhante à de um prisma trapezoidal. Ligados à nave estão um painel solar (capaz de fornecer um máximo de 1 kW), uma haste extensível até 3.2 metros (onde está montado o MPO/MAG) e duas antenas orientáveis, de alto (HGA) e médio (MGA) ganho.

### Mercury Magnetospheric Orbiter (MMO)
O MMO é uma nave dedicada ao estudo e medição de plasmas e campos magnéticos a partir da órbita de Mercúrio.

### Mercury Surface Element (MSE)
O Mercury Surface Element, entretanto cancelado, seria uma sonda de superfície lançada a partir do MMO. Esta sonda estaria equipada com vários instrumentos:
- Alpha X-ray spectrometer (AXS)
- Heat flow and Physical Properties Package (HP3)
- Seismometer (SEISMO)
- Descent camera (CLAM-D)
- Surface camera (CLAM-S)
- Mercury lander magnetometer (MLMAG) — magnetómetro de superfície.
- Mole deployment device (MDD) — um dispositivo perfurador derivado do programa russo de exploração de Marte.
- Mercury micro-rover (MMR) — um pequeno robô baseado no MRP Nanokhod Rover,[9] seria ligado à sonda de superfície por um cabo.

## Objetivos
Os principais objetivos da BepiColombo são:
- Estudar a origem e evolução de Mercúrio.
- Estudar características gerais do planeta — seu formato, interior, estrutura, geologia, composição e crateras.
- Investigar a composição e a dinâmica da exosfera de Mercúrio.
- Estudar a estrutura, formação e idade da magnetosfera.
- Investigar a origem do campo magnético do Planeta.
- Fazer testes em relação à Teoria da Relatividade Geral de Einstein.[12]

## Cronograma da missão
O cronograma planejado da missão:
| Data                  | Evento                         | Notas                                           |
| --------------------- | ------------------------------ | ----------------------------------------------- |
| 19 de outubro de 2018 | Lançamento                     |                                                 |
| 6 de abril de 2020    | Sobrevoo na Terra              | 1.5 anos após o lançamento                      |
| 12 de outubro de 2020 | Primeiro sobrevoo em Vênus     | 2 anos após o lançamento                        |
| 11 de agosto de 2021  | Segundo sobrevoo em Vênus      |                                                 |
| 2 de outubro de 2021  | Primeiro sobrevoo em Mercúrio  | 3 anos após o lançamento                        |
| 23 de junho de 2022   | Segundo sobrevoo em Mercúrio   | 2 órbitas após o primeiro sobrevoo em Mercúrio  |
| 20 de junho de 2023   | Terceiro sobrevoo em Mercúrio  | 3 órbitas após o segundo sobrevoo em Mercúrio   |
| 5 de setembro de 2024 | Quarto sobrevoo em Mercúrio    | 4 órbitas após o terceiro sobevoo em Mercúrio   |
| 2 de dezembro de 2024 | Quinto sobrevoo em Mercúrio    | 1 órbita após o quarto sobrevoo em Mercúrio     |
| 9 de janeiro de 2025  | Sexto sobrevoo em Mercúrio     | 0.43 órbitas após o quinto sobrevoo em Mercúrio |
| 5 de dezembro de 2025 | Inserção na órbita de Mercúrio | Separação da espaçonave                         |
| 1 de maio de 2027     | Fim da missão nominal          | 1.5 anos após inserção na órbita                |
| 1 de maio de 2028     | Fim da missão estendida        | 2.5 anos após inserção na órbita                |